# Infurcitinea luteella
Infurcitinea luteella är en fjärilsart som beskrevs av Forbes 1931. Infurcitinea luteella ingår i släktet Infurcitinea och familjen äkta malar.
Artens utbredningsområde är Puerto Rico. Inga underarter finns listade i Catalogue of Life.